# سلنه
سلنه (به یونانی: Σελήνη) در اسطوره‌های یونان، الهه ماه است. او به عشق بازی‌های بی‌شمارَش مشهور است.
دختر تیتان هیپریون و تئا، و خواهر ایزد خورشید هلیوس و الهه سپیده‌دم ائوس بود. با زئوس ازدواج کرد و صاحب سه دختر به نام‌های ارسا (شبنم)، نمیا و پاندیا شد. در داستان‌های مختلف دارای چندین معشوقه بود که از آن‌ها می‌توان به زئوس و پان اشاره کرد، اما مشهورترین افسانه او، عشقش به اندومیون چوپان است. در زمان‌های باستان سلنه اغلب با ایزدبانوی آرتمیس شناسایی می‌شد، همانند برادرش هلیوس که با آپولون مرتبط بود. او قابل قیاس با لونا در اساطیر روم باستان است.
او به مانند زنی جوان دارای چهره‌ای بسیار سفید، و سوار بر ارابه‌ای نقره‌ای رنگ که توسط دو اسب حرکت می‌کرد، تصویر می‌شد. او اغلب سوار بر اسب یا گاو نر نشان داده می‌شد. گفته شده سلنه شنل به تن داشت و مشعلی با خود حمل می‌کرد و یک هلال ماه بر سر داشت. او یکی از دوازده ایزد المپ‌نشین به‌شمار نمی‌رفت، اما در بین آن‌ها ایزدبانوی ماه بود. پس از آنکه برادرش هلیوس سفرش به سراسر آسمان را به پایان رساند، او نیز خود را برای سفر آماده کرد. سلنه مورد علاقه بسیاری از شاعران، به ویژه سرآینده‌های عاشقانه بود. او به عشق بازی‌های بی‌شمارَش مشهور است، اگرچه نه اندازهٔ خواهرش ائوس.

## اندومیون
افسانه اغوا کردن اندومیون بیشترین شهرت را برای سلنه به ارمغان آورد. سلنه عاشق این چوپان جوان خوش‌سیما شد و هنگامی که درون غاری در حال استراحت بود او را اغفال نمود. برخی از روایات اندومیون را یک پادشاه و شکارچی به جای چوپان می‌پنداشتند. در نتیجهٔ این همخوابی، آن‌ها صاحب پنجاه دختر شدند که یکی از آن‌ها ناکسوس بود. از این جهت که سلنه دیوانه‌وار عاشق اندومیون شده بود و طاقت مرگ او را نداشت، از زئوس درخواست کرد تا اجازه دهد او خود سرنوشتش را رقم زند. زئوس نیز درخواست سلنه را پذیرفت و اندومیون آرزو کرد به خواب ابدی فرو رود تا هرگز پیر نشود و برای همیشه جوان و جاویدان باقی بماند. اندومیون هر شب توسط سلنه مورد بازدید قرار می‌گرفت و به وسیلهٔ اشعه نورش بوسیده می‌شد.